# 畝章真
畝 章真（うね たかまさ、1995年9月9日 - ）は、広島県広島市安佐北区出身の元プロ野球選手（投手）・コーチ。右投右打。NPBでは育成選手であった。
父は広島東洋カープの選手で、引退後はコーチを務める畝龍実。

## 来歴

### プロ入り前
幼少期は母方の祖父の影響でゴルフをプレー。小学3年生からソフトボールを始めて三塁を守り、中学時代は軟式野球部で遊撃手だった。
広島新庄高校時代は田口麗斗とチームメイトで、二塁手としてプレー。しかし、両膝を手術した影響で公式戦でベンチ入りすることはなかった。3年生夏の広島大会決勝での田口と瀬戸内高・山岡泰輔の延長15回を投げ切って引き分け再試合となった投手戦もスタンドから眺め、「彼らはレベルが違うと思いました」と感想を漏らしている。
高校時代の実績が全く無かったことから「フラットな目線で見てもらいたい」と県外の大学への進学を決意し、親族が豊田市にいたり、野球設備が充実している点などから、愛知県にある名古屋商科大学へ進学。入学後に投手に転向する。入学当初はオーバースローだったが、監督の中村順司やコーチの上川恭宏の指導の下、スリークォーターとサイドスローの中間のようなフォームを身に着けると急成長を見せ、3年春に愛知大学野球連盟2部リーグ公式戦デビュー。4年生の春からはリリーフとして頭角を現し、秋には2部優勝決定戦初戦の先発を任され、3失点完投勝利を挙げた。

### 四国IL香川時代
2018年に四国アイランドリーグplusの香川オリーブガイナーズに入団。短期でのNPB入りを目指して独立リーグを選び、香川への入団は、父や大学時代の監督だった中村が、監督の西田真二と縁のあったことによる。また、社会人硬式野球に進める力がなく、香川に救ってもらったとも語っている。香川では、ホーム開幕戦である読売ジャイアンツ三軍戦で8回を被安打3、奪三振9の好投を見せて信頼を勝ち得、初年度より先発ローテーション入り。しかし、9月下旬に受けた広島東洋カープの入団テストは不合格となり、NPB入りには球速や球質の改善が必要と考え、オフにそれまでのスリークォーターからアンダー気味のサイドスローにフォームを変更した。
このフォーム変更はなじむまでに時間を要し、2019年は前期（四国アイランドリーグplusは2シーズン制）に1勝も挙げられずに終わる。しかし後期に入ると5勝を記録し、チームの優勝争いの一翼を担った。シーズン後のみやざきフェニックス・リーグ（リーグ選抜チームで参加）でも2度の登板機会を無失点に抑えた。また、この年には2年連続で広島の入団テストを受験している。
2019年のNPBドラフト会議にて、広島東洋カープから育成3巡目で指名を受け、支度金290万円、年俸300万円（金額は推定）で合意して入団した。背番号は「120」。

### 広島時代
初年度の2020年はウエスタン・リーグ公式戦にチーム4位の登板数となる20試合に登板。しかし、20回1/3を投げ、0勝1敗、防御率8.71と通用しなかった。
2021年は、14試合に登板して15回を投げ防御率3.00と成績は上向いたが、10月14日、球団から戦力外通告を受けた。

### 広島退団後
2021年12月8日に行われた12球団合同トライアウトに参加し、3人と対戦して被安打1の内容だった。2022年1月10日に社会人野球の日鉄ステンレス山口シーガルズ（同年6月より日鉄ステンレスに改称）への加入がチームの公式Twitter上で発表された。サンキュウ・トランスポート・中国に勤務する。研修を経て、同年7月19日に学生野球資格を回復している。2024年シーズンより選手兼任の形でコーチに就任した。

## 詳細情報

### 独立リーグでの投手成績
出典はリーグ公式ウェブサイト（2019年シーズンはリンクしている「一球速報」）。
| 年 度   | 球 団   | 防 御 率 | 登 板 | 勝 利 | 敗 戦 | セ 丨 ブ | 完 投 | 完 封 | 無 四 球 | 投 球 回 | 打 者 | 被 安 打 | 被 本 塁 打 | 奪 三 振 | 与 四 球 | 与 死 球 | 失 点 | 自 責 点 | 暴 投 | ボ 丨 ク |
| ------- | ------- | -------- | ----- | ----- | ----- | -------- | ----- | ----- | -------- | -------- | ----- | -------- | ----------- | -------- | -------- | -------- | ----- | -------- | ----- | -------- |
| 2018    | 香川    | 3.01     | 24    | 6     | 5     | 1        | 0     | 0     | 0        | 92.2     | 409   | 93       | 6           | 70       | 26       | 11       | 48    | 31       |       |          |
| 2019    | 香川    | 3.28     | 24    | 5     | 5     | 0        | 0     | 0     | 0        | 68.2     | 297   | 66       | 1           | 43       | 20       | 11       | 35    | 25       | 3     | 0        |
| IL：2年 | IL：2年 | 3.12     | 48    | 11    | 10    | 1        | 0     | 0     | 0        | 161.1    | 706   | 159      | 7           | 113      | 46       | 22       | 83    | 56       |       |          |

### 年度別投手成績
- 一軍公式戦出場なし

### 背番号
- 28（2018年 - 2019年）
- 120（2020年 - 2021年）